# Culte de la personnalité de Nicolae Ceaușescu
Le culte de la personnalité de Nicolae Ceaușescu a constitué l'adulation la plus extrême d'un dirigeant politique du bloc de l'Est pendant la guerre froide. Le dictateur roumain s'est inspiré du culte de la personnalité entourant Kim Il-sung en Corée du Nord pour développer son propre culte. Ce tournant de sa politique a été initié avec les Thèses de juillet (en) de 1971, inversant la libéralisation des années 1960. Cette évolution s'est traduite par l'imposition d'une idéologie nationaliste stricte, du totalitarisme stalinien et par un retour au réalisme socialiste. Initialement, le culte de la personnalité se centrait uniquement sur la personne de Nicolae Ceaușescu mais, au début des années 1980, sa femme, Elena Ceaușescu — l'une des rares épouses d'un dirigeant communiste à devenir une femme de pouvoir à part entière — a également fait l'objet du culte.

## Origines
Les prémisses de ce culte de la personnalité peuvent être recherchées dans l'acclamation de Ceaușescu à la suite de son discours du 21 août 1968 dans lequel il dénonce l'invasion de la Tchécoslovaquie par le Pacte de Varsovie survenue en 1968. À partir de cette date, il y a eu une identification croissante de la Roumanie à Ceaușescu dans les médias roumains et dans les déclarations de ses responsables politiques. Cependant, le véritable départ de ce culte de la personnalité survient après la visite de Ceaușescu en Chine et en Corée du Nord en 1971. Il y a été particulièrement impressionné par la manière très personnaliste dont Mao Zedong en Chine et Kim Il-sung en Corée du Nord dirigeaient leur pays, ainsi que par les cultes de la personnalité dont ils faisaient l'objet.
De même que Staline jusqu'en 1956, le prédécesseur de Ceaușescu, Gheorghe Gheorghiu-Dej, au pouvoir de 1947 à 1965, faisait déjà l'objet d'un culte de la personnalité, mais moins marqué que celui entourant Ceaușescu.

## Caractéristiques
Ceaușescu est devenu « président du Conseil d'État » de Roumanie en 1967, c'est-à-dire chef d'État de jure comme de facto. En 1974 son pouvoir s'est encore accru lorsqu'il a été « élu » (à l'unanimité) au poste de Président de la République, prenant ainsi un contrôle total sur l'exécutif. C'est à ce moment que lui a été octroyé un « sceptre présidentiel » présentant les caractéristiques d'un sceptre royal. Salvador Dalí l'a félicité pour ce sceptre dans un télégramme publié par la presse étatique roumaine qui n'a pas su en déceler l'ironie : 

« J'ai beaucoup apprécié votre décision d'établir le sceptre présidentiel »

De plus, Ceaușescu était président du « Conseil suprême du développement économique et social », du « Conseil national des travailleurs » et du « Front de la démocratie socialiste et de l'unité ».
Dès leur plus jeune âge, les écoliers apprenaient des poèmes et des chansons dans lesquels « le parti, le chef et la nation » étaient loués.
Le but du culte était de rendre impossible toute opposition publique à Ceaușescu, ce dernier étant considéré, par définition, comme infaillible et au-dessus de toute critique.

## Représentations médiatiques
Ceaușescu a commencé à être dépeint par les médias roumains comme un théoricien communiste de génie ayant fait des contributions significatives au marxisme-léninisme et a un leader politique dont la « pensée » était source de toutes les réalisations nationales. Ses œuvres compilées ont été rééditées à intervalles réguliers et traduites en plusieurs langues. Des travaux qui ont fini par représenter des dizaines de volumes et qui étaient omniprésents dans les librairies roumaines. Elena Ceaușescu a été décrite comme la « Mère de la Nation ». Selon tous les témoignages, sa vanité et son désir d'honneurs dépassaient ceux de son mari.
Les médias usaient de l'expression « âge d'or de Ceaușescu » et d'une pléthore d'autres d'appellations stéréotypées telles que « garant du progrès et de l'indépendance de la nation » et « architecte visionnaire de l'avenir de la nation ». Dan Ionescu, qui travaillait pour Radio Free Europe, a compilé une liste d'épithètes désignant Ceaușescu utilisés par les écrivains roumains. Parmi ceux-ci : « architecte », « corps céleste » (Mihai Beniuc), « démiurge », « dieu séculier » (Corneliu Vadim Tudor), «sapin», « prince charmant » (Ion Manole), « génie », « saint » (Eugen Barbu), « miracle », « étoile du matin » (Vasile Andronache), « navigateur » (Victor Nistea), « sauveur » (Niculae Stoian), « soleil » (Alexandru Andrițoiu), « titan » (Ion Potopin) et « visionnaire » (Viorel Cozma),. Il était le plus souvent désigné comme le Conducător, ou « le guide ».
Cependant, il était également décrit comme un homme aux origines modestes, ayant atteint le sommet de l'État à la force du poignet, et donc symboliquement lié à des héros populaires de l'histoire roumaine, tels Horea et Avram Iancu.
Les Ceaușescu surveillaient de près leur image publique. La plupart des photos les représentant les montraient à la fin de la quarantaine. La télévision d'État roumaine avait pour ordre strict de les présenter sous le meilleur jour possible. Par exemple, les producteurs devaient prendre grand soin de s'assurer que la petite taille de Ceaușescu (il mesurait 1 m 65) n'était jamais soulignée à l'écran. Elena n'a jamais été vue de profil en raison de son grand nez et de son apparence quelconque. Violer ces règles avait de graves conséquences ; un producteur ayant montré des images de Ceaușescu clignant des yeux et bégayant a été ostracisé pendant trois mois.
À une certaine époque, tous les portraits de Ceaușescu le représentaient de demi-profil, avec une seule oreille apparente. Après qu'une blague se soit répandue à propos du portrait « dans une oreille » (une expression roumaine signifiant « être fou »), les photographies de profil ont été jugées inappropriées et les portraits ont été remplacés par de nouvelles photographies sur lesquelles ses deux oreilles étaient clairement visibles.

## Arts et littérature

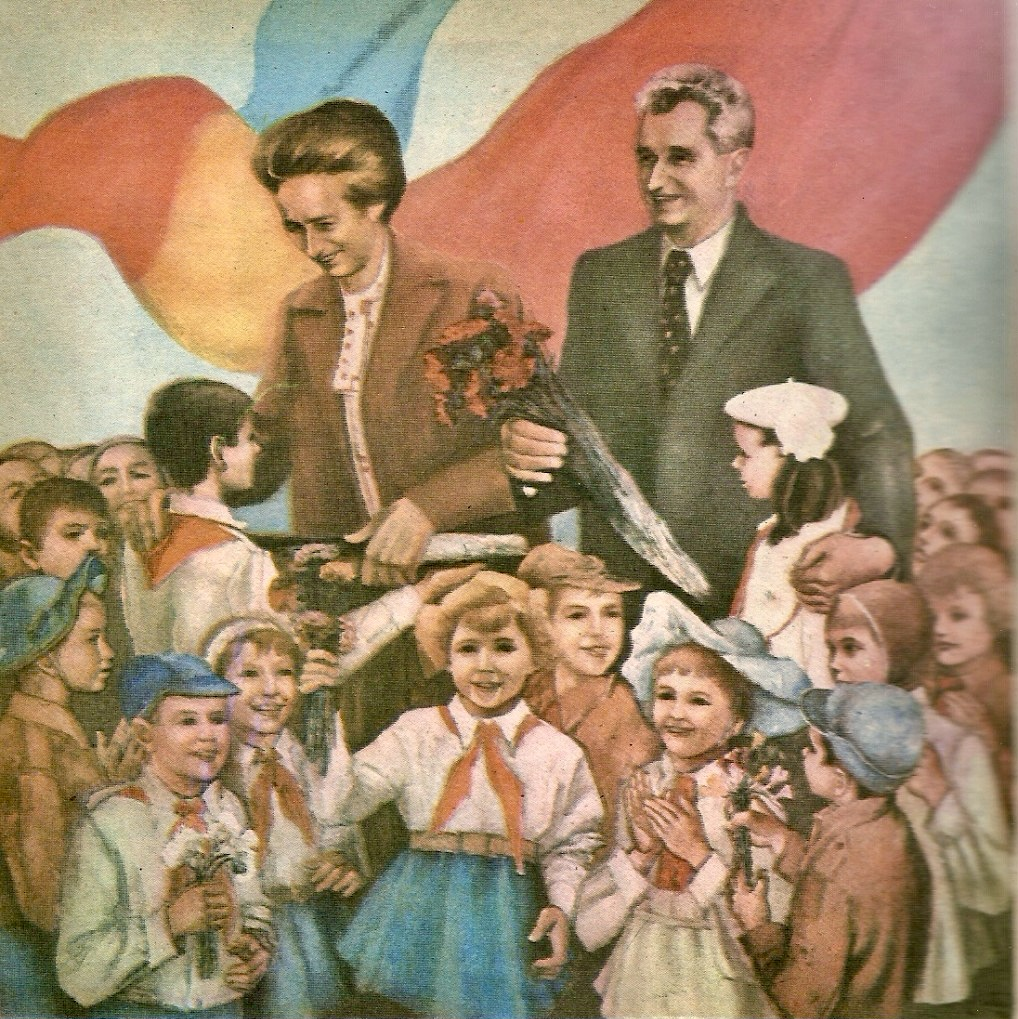
Omagiu, de Constantin Nitescu, circa 1980.

Les intellectuels étaient invités à exprimer leur appréciation pour Ceaușescu. En 1973, un grand tome intitulé Omagiu (« Hommage ») a été publié pour en dresser le panégyrique. Dans les années 1980, des volumes annuels de louanges d'intellectuels roumains étaient publiés, contenant de la prose, de la poésie et des chansons. Ces volumes étaient publiés le jour de l'anniversaire de Ceaușescu, qui était une fête nationale.
Des artistes tels que le peintre Sabin Bălașa ont représenté Ceaușescu dans des œuvres d'art commandées par l'État.
Plusieurs chants populaires en font sont apologie comme Poporul, Ceaușescu, Romania, Cu-Ceaușescu -n-frunte, Ceaușescu , om de omenie pour n'en citer que trois. À noter aussi que lors de sa visite officielle en Corée du Nord, le parti au pouvoir[pas clair] écrivit une chanson spécialement pour l'occasion[réf. nécessaire].

## Contestation

### Au sein de la société civile

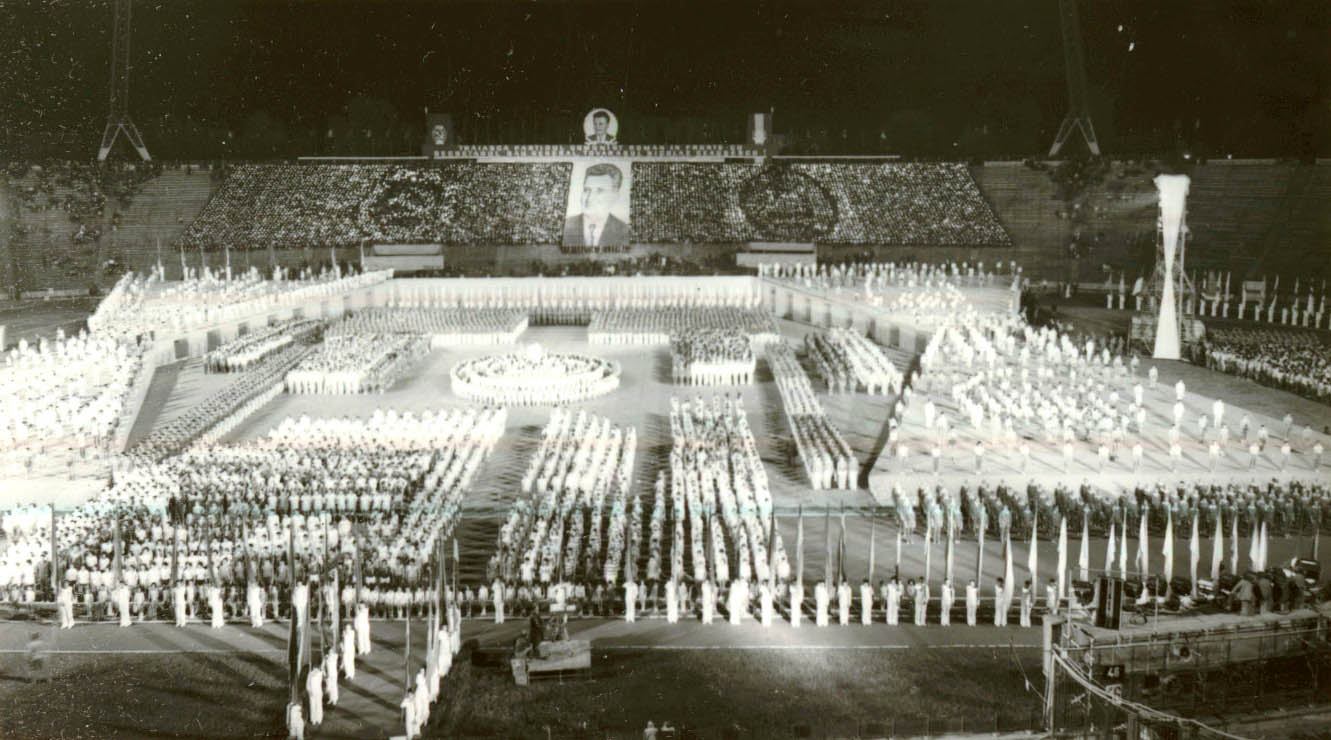
Meeting de septembre 1978 à Bucarest

Selon le dissident Mihai Botez, la faible propension de la population à exprimer ouvertement sa dissidence n'était pas seulement une question de courage, mais aussi une analyse coûts-avantages : de nombreuses personnes pensaient que s'exprimer n'ébranlerait en rien un régime dont la police politique, la Securitate, était omniprésente et toute-puissante, tandis que scander servilement les slogans officiels, applaudir et agiter des calicots valait des avantages (jours de congé, tickets d'accès à divers services ou loisirs…).
Toutefois, une multitude de « blagues d'arrestation » prolifère (ainsi appelées parce qu'elles pouvaient valoir des peines d'emprisonnement) comme par exemple « - Pourquoi Ceauşescu fait-il défoncer tout Bucarest avec ses chantiers ? - Parce qu'il cherche les diplômes de sa femme ! », le prolongement du nom du Boulevard de la Victoire du Socialisme en « Boulevard de la Victoire du Socialisme sur le Peuple » ou encore l'inversion des termes du slogan officiel omniprésent România = comunism, Ceauşescu = eroism en « Ceauşescu = comunism, România = eroism »,. En 1987, des manifestations ouvrières dégénèrent en émeutes, révélant jusqu'en occident l'impopularité du régime.
Or, jusqu'à la fin des années 1980, les pays occidentaux avaient de bonnes relations avec Ceauşescu et ne s'inquiétaient nullement du sort de la population, à la seule exception d'Amnesty international préoccupée par le sort de quelques dissidents et surtout de la minorité magyare. Sur le plan politique, la position apparemment « indépendante » de Ceauşescu (qui ne remit cependant jamais en question l'appartenance de son pays au pacte de Varsovie et au Comecon) plaisait aux États-Unis, au Royaume-Uni, à la France et au Japon, ce qui a découragé l'opposition. Le dissident Mihai Botez a indiqué avoir eu le sentiment que pendant des années, lui et ses semblables étaient perçus comme des « ennemis de l'Occident » parce qu'ils contestaient la réalité de l'« indépendance » de la Roumanie au sein du « bloc de l'Est ».
Le soutien des pays occidentaux à Ceaușescu cessa avec la montée en puissance de Mikhaïl Gorbatchev en mars 1985, dont Ceaușescu critique la glasnost et la perestroïka, cessant alors d'être perçu comme pertinent sur la scène mondiale.

### Au sein du Parti communiste
Il y avait peu de divergences d'opinion au sein du Parti communiste roumain. Deux incidents majeurs se produisirent toutefois en 1978. D'une part, un proche conseiller de Ceauşescu, Ion Mihai Pacepa, fit défection et passa à l'Ouest où il révéla les opérations d'espionnage du régime en occident, et d'autre part au douzième congrès du Parti communiste, un haut fonctionnaire âgé, Constantin Pîrvulescu, affirma que le Parti est indifférent aux difficultés intérieures du pays, et ne sert qu'à la glorification du couple Ceaușescu. À la suite de cela, il a été expulsé du Congrès, placé sous stricte surveillance et assigné à résidence.

## Héritage
À la fin des années 1980, le Parti communiste et l'ensemble des institutions roumaines étaient totalement subordonnés à la volonté de Ceaușescu. Dans les autres pays communistes, la plupart des dirigeants, même avec l'importante puissance que leur donnait leur poste, étaient les premiers parmi leurs pairs, mais la direction du parti unique restait collégiale. En Roumanie, Ceaușescu imposa un national-communisme isolationniste, impliquant un contrôle absolu sur le pays et l'omniprésence de son culte, qui conduisirent des observateurs non roumains à décrire sa gouvernance comme s'approchant d'un « régime stalinien à l'ancienne ». En partie à cause de la subordination du PCR à Ceaușescu, il fut dissout au lendemain de l'effondrement du régime et ses avatars ultérieurs, le front du salut national et les partis dits sociaux-démocrates abandonnèrent tous les principes du communisme.
À cause de ce culte de la personnalité conjugué à une concentration du pouvoir aux mains de la famille Ceaușescu, une grande partie de la frustration du peuple roumain était dirigée directement contre le couple Ceaușescu, plutôt que contre l'appareil politique du Parti communiste dans son ensemble.